# 4101 Ruikou
4101 Ruikou este un asteroid din centura principală, descoperit pe 8 februarie 1988 de Tsutomu Seki.